# Sheqi
Sheqi  (en chino, 社旗; pinyin, Shèqí; Wade-Giles, she ch'i (escuchar)ⓘ) es un condado  bajo la administración directa de la Prefectura Nanyang en la Provincia de Henan, República Popular China.  Su área es de 1152 km² y su población total para 2020 superó los 560 mil habitantes. 

## Administración
Desde junio de 2023, el  Condado Sheqi  se divide en 16 pueblos  administrados en 2 subdistritos,  13 poblados y 1 villa.

## Toponimia
El topónimo Sheqi [/shə-chi/] se compone de los sinogramas She (social) y Qi (bandera) con el significado de "bandera socialista".
Originalmente el "She" de Sheqi era el sinograma She (赊) que significa "comprar a crédito" y está vinculado a Liu Xiu, quien devolvió el poder a la dinastía Han. Según la leyenda, durante su rebelión contra el régimen de Wang Mang, Liu Xiu pidió prestada una bandera para usarla como estandarte en su reclutamiento de tropas. Tras derrocar a la efímera dinastía Xin Liu Xiu restableció el gobierno de los Han, y el pueblo adoptó el nombre de "Sheqi Zhen" (Pueblo de la Bandera Prestada) en conmemoración de este evento.
En octubre de 1965, cuando el Consejo de Estado aprobó la creación del condado Sheqi, el primer ministro Zhou Enlai (周恩来) propuso cambiar el sinograma She ("prestar") por su homófono She ("socialismo") que reflejaba la ideología socialista de la época.